# Norton (Herefordshire)
Pour les articles homonymes, voir Norton.
Norton est une paroisse civile du Herefordshire, en Angleterre.